# Фердинанд фон Хохщетер
Фердинанд Ритер фон Хохщетер (на немски: Ferdinand Ritter von Hochstetter) е австрийски геолог и един от изследователите на България.

## Ранни години (1829 – 1857)
Роден е на 30 април 1829 година в град Еслинген, Кралство Вюртемберг, в семейството на Кристиан Фердинанд Хохщетер (1787 – 1860), свещеник и професор от Бон, ботаник и минералог.
След като завършва гимназия се отдава на геологията и природознанието. Следва теология в Университета в Тюбинген. През 1856 г. става хоноруван доцент по геология във Виенския университет.

## Изследователска дейност (1857 – 1881)
През 1857 е избран за геолог в австрийска околосветска експедиция на океанографския кораб „Новара“, която трае три години от 1857 до 1860 и е възглавявана от Вюлерщоф фон Урбайн. През 1859 г., по време на плаването, извършва геоложки изследвания на Северния остров на Нова Зеландия.
След завръщането си от околосветското плаване през 1860 става професор по минералогия и геология. През следващите години прави геоложки изследвания в Австрийската империя, Италия, Швейцария и Русия.
От 1869 г. започва проучвания на европейската част на Османската империя. Посещава Цариград, Одрин, Ямбол, Бургас, Казанлък, Калофер и Пловдив. Обикаля Рила, Струмската долина и Витоша. Минава през Трънско и се отправя към Белград. Хохщетер на практика открива Задбалканските котловини и потвърждава твърдението на Гийом Лежан за наличието на още една планинска верига южно от Стара планина – Средна гора.
В резултат на това пътуване издава няколко печатни труда и геоложка карта. В тях систематизира всички дотогавашни геоложки проучвания на нашите земи. Последица от неговия труд е включването на Софийския санджак в територията на Княжество България след Берлинския конгрес – през 1878 Англия и Русия се договарят, че Княжество България ще бъде „между Дунав и Стара планина“. Според Англия това не включва Софийско, но по съвет на Бисмарк, преговарящия от руска страна граф Шувалов се позовава на изследванията на Хохщетер, според които Ихтиманските възвишения и планините на юг и югозапад от София имат еднакъв скален състав със Стара планина и са част от нея. По тази причина, те могат да се считат за част от територията между Дунав и Стара планина.

## Последни години (1881 – 1884)
През 1881 Фердинанд фон Хохщетер напуска Виенския университет и започва работа в Придворния музей във Виена.
Умира на 18 юли 1884 година във Виена на 55-годишна възраст.

## Памет
Неговото име носят:
- връх Хохщетер (63°37′ ю. ш. 58°18′ з. д. / 63.616667° ю. ш. 58.3° з. д.), в Антарктида, Антарктически полуостров;
- връх Хохщетер (42°31′ ю. ш. 172°01′ и. д. / 42.516667° ю. ш. 172.016667° и. д.), на Южния остров на Нова Зеландия;
- ледник Хохщетербреен (79°08′ с. ш. 18°45′ и. д. / 79.133333° с. ш. 18.75° и. д.), в североизточната част на остров Западен Шпицберген, в архипелага Щпицберген;
- фиорд Хохщетер, на източното крайбрежие на Гренландия.